# Sköllersta
Sköllersta er et byområde i den østlige del af Hallsbergs kommun i Örebro län i Sverige og er kyrkbyen i Sköllersta socken. Byen ligger cirka 22 kilometer syd for Örebro.

## Bynavnet
Sköllersta blev i 1337 stavet in Skioldestum, og i 1410 j Skiøllistum. Forledet indeholder et drengenavn som på gammelsvensk svarer til skjolder ("skjold").

## Bebyggelsen
I Sköllersta ligger Sköllersta kyrka, Kävesta folkhögskola og en lav- og mellemstadieskole, Sköllersta skola.
I den østlige del af bebyggelsen ligger Lithellsfabriken, som drives af Lithells AB.
Udenfor Sköllersta findes Sveriges største fossilmuseum. I nærområdet findes også to voldsteder, Tarsta borg og Åmehälla borg samt en af de få tilbageværende møller som drives af både vand og vindkraft, Kånsta kvarn.
Sköllersta indgår i Kilsbergsrundan og Tivedsrundan, som er vandre- og cykelveje gennem Örebro län.